# Saint-Colomb-de-Lauzun
 Saint-Colomb-de-Lauzun  là một xã của tỉnh Lot-et-Garonne, thuộc vùng Nouvelle-Aquitaine, tây nam nước Pháp.